# 瓦伊萨克
瓦伊萨克（法語：Vaïssac，法語發音：[vajsak]）是法国奧克西塔尼大區塔恩-加龙省的一个市镇，属于蒙托邦区。

## 地理
瓦伊萨克（44°1'59"N, 1°34'10"E）面积37.21 平方千米，位于法国奧克西塔尼大區塔恩-加龙省，该省份为法国西南部内陆省份，北起顺时针与洛特省、阿韦龙省、塔恩省、上加龙省、热尔省和洛特-加龙省接壤。
与瓦伊萨克接壤的市镇（或旧市镇、城区）包括：热内布里耶尔、凯尔西地区蒙克拉尔、内格勒珀利斯、凯尔西地区皮加亚尔、圣艾蒂安德蒂尔蒙、布吕尼凯勒。

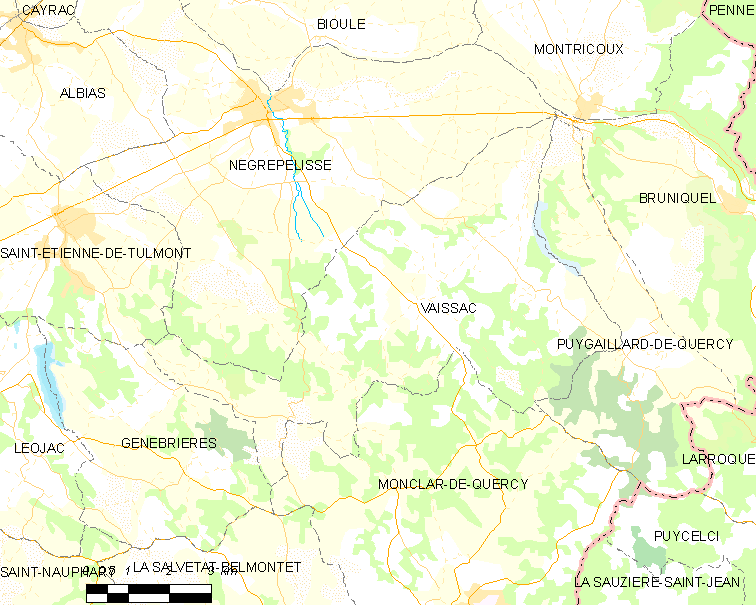
瓦伊萨克的OSM定位图

瓦伊萨克的时区为UTC+01:00、UTC+02:00（夏令时）。

## 行政
瓦伊萨克的邮政编码为82800，INSEE市镇编码为82184。

## 政治
瓦伊萨克所属的省级选区为阿韦龙-莱尔县。

## 人口

1962-2008年间瓦伊萨克人口变化图示

瓦伊萨克于2022年1月1日时的人口数量为952人。